# Bezirk Changuinola
Changuinola ist ein Bezirk (distrito) der Provinz Bocas del Toro in Panama. Die Einwohnerzahl betrug laut Volkszählung 2023 101.091. Am 8. Juni 2015 wurde der neue Bezirk Almirante gegründet, dessen Verwaltungsgebiet zuvor dem Bezirk Changuinola gehörte.

## Gliederung
Der Bezirk Changuinola ist administrativ in 18 Corregimientos unterteilt:
- Changuinola (Hauptstadt)
- Guabito
- El Empalme
- Las Tablas
- Cochigró
- La Gloria
- Las Delicias
- Barriada 4 de Abril
- El Silencio
- Finca 6
- Finca 30
- Finca 60
- Barranco Adentro
- Finca 4
- Finca 12
- Finca 51
- Finca 66
- La Mesa